# Мамсуров, Дабе Хабиевич
Дабе́ Хаби́евич Ма́мсуров (осет. Мамсыраты Хабийы фырт Дӕбе; 27 июля 1909, Средний Урух, СОАССР, СССР — 21 августа 1966, Орджоникидзе, СССР) — советский осетинский прозаик, поэт и драматург. Член ВКП(б) с 1939 года. Лауреат Государственной премии имени Коста Хетагурова Северной Осетии (1964).

## Биография
Родился 27 июля 1909 года, в крестьянской семье. В 1919—1921 годах учился в пансионате при Ардонской семинарии. С 1924 года учился в сельской школе, в 1926—1930 годах — в Северо-Осетинском педагогическом техникуме. После его окончания работал учителем. В 1931 году опубликован первый сборник стихов «Первые шаги». В 1933—1935 годах учился в Ленинградском университете.
Автор романа-трилогии «Хъабатырты кадӕг» («Поэма о героях», 1948—1958), романа «Тяжелая операция» (1939), романа «Люди это люди» (1960), драм «Вождь Багатар» (поставлена в 1940 году), «Сыновья Бата» (поставлена в 1942), повести «Хозяева жизни» (1947).
Скончался 21 августа 1966 года в Орджоникидзе. Похоронен там же, в Некрополе у Осетинской церкви.

## Основные сочинения
- Ӕвзӕрст уацмыстӕ, т. 1—2, Орджоникидзе,1954—1956
- Уацмыстӕ, т. 1—6, Орджоникидзе, 1965—1971; в русском переводе — Избранные рассказы, М., 1958; Гости. Рассказы, Орджоникидзе, 1964.
- Трилогия «Поэма о героях»

## Награды
- Орден Ленина (5 октября 1960)
- 2 ордена Трудового Красного Знамени
- Государственная премия Северо-Осетинской АССР им. К. Л. Хетагурова

## Память
- Имя Д. Х. Мамсурова носит Республиканская детская библиотека во Владикавказе
- Во Владикавказе есть улица Д. Х. Мамсурова
- На доме № 27а, где с 1958 по 1966 года проживал Дабе Мамсурова в 1987 году была установлена мемориальная доска. Этот дом является объектом культурного наследия.
- Его могила в ограде Осетинской церкви является объектом культурного наследия.

## Галерея

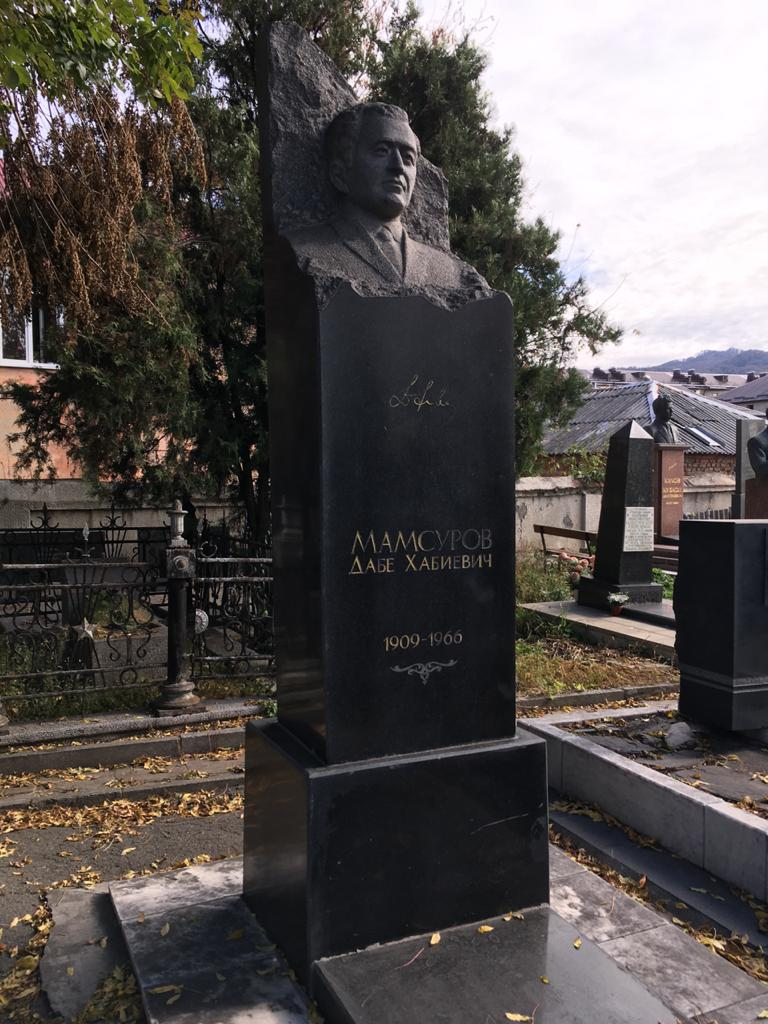
Могила Дабе Мамсурова в ограде Осетинской церкив, Владикавказ. Памятник культурного наследия.
Мемориальная доска на доме № 27а на улице Ленина.